# Sarah Thomasson
Sarah Margareta Thomasson Voss (født Thomasson; 20. juli 1925 i Mörviken, Åre – 24. marts 1996 i Östersund) var en svensk alpin skiløber. Stockholms-Tidningen udså hende til Årets Idrottskvinna 1951. Hun vandt en bronzemedalje i slalom ved VM i alpint skiløb 1954 i Åre i Sverige.